# Championnat d'Asie et d'Océanie de volley-ball masculin 1979
Navigation
Édition précédente Édition suivante
Le 2e championnat d'Asie et d'Océanie de volley-ball masculin s'est déroulé en 1979 à Manama, Bahreïn. Il a mis aux prises les quatorze meilleures équipes continentales.

## Classement final
| Place              | Équipe           |
| ------------------ | ---------------- |
| Médaille d'or      | Chine            |
| Médaille d'argent  | Corée du Sud     |
| Médaille de bronze | Japon            |
| 4                  | Australie        |
| 5                  | Inde             |
| 6                  | Iran             |
| 7                  | Koweït           |
| 8                  | Irak             |
| 9                  | Arabie saoudite  |
| 10                 | Syrie            |
| 11                 | Nouvelle-Zélande |
| 12                 | Singapour        |
| 13                 | Liban            |
| 14                 | Yémen            |